# Орешковица
Орешковица је насеље у Србији у општини Петровац на Млави у Браничевском округу. Према попису из 2022. било је 599 становника.

## Географски положај
Орешковица је удаљена 12 km југозападно од Петровца на Млави
Према запису професора Мирка Богићевића, а на основу докумената забележених у књизи „Млава“од аутора Љубомира Јовановића из 1903. године, сматра се поуздано да је Орешковица старо насеље и да се под овим именом помиње у историјским документима и пре Косовске битке, тј. у време краља Драгутина и његовог брата Милутина.
У доба турске владавине многа насеља су премештена, спаљена и нестајала су под најездом силника, али су настала и нова, па је највероватније такву судбину доживела и Орешковица.
Како је проф. Мирко Богићевић даље записао, не помињући трајност насељавања „Орешковица се налази у удолини и на брдској коси која се од Главчине пружа према долини Млаве...“
У време ових записа кроз село су пролазила два већа и више мањих поточића, а у самој долини протиче поток који је притока Трске –изворног крака речице „Чокордин“ која се код Великог Села улива у Млаву. Други крак ове речице је Коњушица која извире у атару овог села.
Претпоставке о имену насеља потичу од тога да је у њему било много ораха, као уосталом и у читавој околини.
Основ за овакву тврдњу лежи у Повељи коју је кнез Лазар дао манастиру Горњак, где се помиње село“Ореховица“. Ако је то име данашње Орешковице, онда је старост села велика.
Забележен је податак да су стари људи говорили о селу да се првобитно налазило на брду ближе друму, односно на месту званом Селиште и имало седам кућа и то од породица: Стојнића, Ћосића, Матића, Миздрака, Сарића, Недовића и Гвоздењака чија се старина не зна. Само се за Гвоздењаке зна да су досли из Баточине и да су њихови чукундедови задуго седели на месту званом Селиште.
У извештају егзарха Максима Ратковића помиње се село Орешковица 1734. године и казује да је припадала поречкој парохији. У то време имала је „ 22 хљебова (домова), људи су Власи под коморским владјенијем “.
У сваком случају, нема сумње да је Орешковица старо насеље, да је доживела судбину других насеља, што значи да је било исељавања и досељавања, да су по обнављању села дошли и староседеоци и нови досељеници јер је такозвана „ Влашка мала“ остала у насељу, а дошле су и нове фамилије те су формиране „мале“ под различитим именима.
У време када је настао запис о насељу (1903. године )село је имало школу, цркву, једну механу и четири ковачнице. Међу становницима није било никакве разлике без обзира на различитост крајева одакле су дошли, дакле ни по језику ни по ношњи, нити по обичајима, изузев Влашке мале, која се посебно одликује говором и ношњом.
Црква се у Орешковици први пут помиње 1792. године, али се не зна да ли се налазила у Селишту на шта указују и данас остаци тог објекта, или доле у селу, односно на садашњој локацији.
Како је у књигама писало црква – капела је освећена према подацима из антиминса 13. марта 1894. године од епископа београдског митрополита Михајла, али је на овдашњем месту постојала много пре тога јер су у њој обављени и други обреди и венчања на шта указују оригинални записи у црквеним књигама – протоколима венчаних и умрлих од 1842. године па надаље.
Посвећена је Св. великомученици Марини.
Главна сеоска заветина је Огњена Марија а пољске заветине су Мали, Велики Спасовдан, Младенци, Бели четвртак, Бели петак, Марковдан и Вартоломеј.
Од укупног броја, 200 домаћинстава се баве искључиво пољопривредом, 110 је мешовитих, а остала домаћинства стичу приход из радног односа.
На раду у иностранству се налази око 300, а у насељу, у општини и другим насељима запослено је око 40 радника.
Као и многа друга насеља, тако и Орешковица спада у ред оних која имају негативну стопу обнављања становништва на шта указује податак да се у последњих десет година просечно годишње родило мање деце него што је умрло мештана.
Укупна површина насеља износи 1649 хектара и од тога под ратарским културама се налази 1145 ha, под шумама 191 ha, под воћњацима и виноградима 195 ha, под ливадама и пашњацима 90 ha и под повртарским културама 25 ha и тд.
Орешковица се граничи са : Вошановцем, Добрњем, Буровцем, Табановцем и Крвијем у општини Петровац, Витежевом и Породином у општини Жабари и Дубницом у општини Свилајнац.
Орешковица има Основну школу „ Ђура Јакшић „, цркву, амбуланту, пошту, Дом културе, Ловачки дом, задругу „ Драгошево“, спортска игралишта за велике и мале спортове, месну канцеларију, 3 продавнице, 1 кафану, 2 кафића, неколико занатских радњи.
На самом улазу у насеље на брду налази се Противградни полигон и Регионални центар Републичког хидро-метереолошког завода.

## Демографија
У насељу Орешковица живи 744 пунолетна становника, а просечна старост становништва износи 44,7 година (42,3 код мушкараца и 47,0 код жена). У насељу има 293 домаћинства, а просечан број чланова по домаћинству је 3,11.
Ово насеље је великим делом насељено Србима (према попису из 2002. године).
|  |

| Демографија | Демографија | Демографија |
| Година      | Становника  | Становника  |
| ----------- | ----------- | ----------- |
| 1948.       | 1.600       |             |
| 1953.       | 1.626       |             |
| 1961.       | 1.589       |             |
| 1971.       | 1.528       |             |
| 1981.       | 1.362       |             |
| 1991.       | 1.246       | 1.051       |
| 2002.       | 911         | 1.225       |
| 2011.       | 771         |             |

| Етнички састав према попису из 2002.‍ | Етнички састав према попису из 2002.‍ | Етнички састав према попису из 2002.‍ | Етнички састав према попису из 2002.‍ | Етнички састав према попису из 2002.‍ |
| ------------------------------------ | ------------------------------------ | ------------------------------------ | ------------------------------------ | ------------------------------------ |
|                                      |                                      |                                      |                                      |                                      |
| Срби                                 | Срби                                 |                                      | 893                                  | 98,02%                               |
| Румуни                               | Румуни                               |                                      | 15                                   | 1,64%                                |
| Југословени                          | Југословени                          |                                      | 1                                    | 0,10%                                |
| непознато                            | непознато                            |                                      | 1                                    | 0,10%                                |

| Година пописа     | 1948. | 1953. | 1961. | 1971. | 1981. | 1991. | 2002. |
| ----------------- | ----- | ----- | ----- | ----- | ----- | ----- | ----- |
| Број домаћинстава | 355   | 357   | 375   | 382   | 358   | 337   | 293   |

| Број чланова      | 1  | 2  | 3  | 4  | 5  | 6  | 7 | 8 | 9 | 10 и више | Просек |
| ----------------- | -- | -- | -- | -- | -- | -- | - | - | - | --------- | ------ |
| Број домаћинстава | 78 | 58 | 39 | 43 | 38 | 27 | 6 | 3 | 0 | 1         | 3,11   |

| Пол    | Укупно | Неожењен/Неудата | Ожењен/Удата | Удовац/Удовица | Разведен/Разведена | Непознато |
| ------ | ------ | ---------------- | ------------ | -------------- | ------------------ | --------- |
| Мушки  | 367    | 95               | 221          | 26             | 25                 | 0         |
| Женски | 405    | 68               | 231          | 92             | 14                 | 0         |
| УКУПНО | 772    | 163              | 452          | 118            | 39                 | 0         |

| Пол    | Укупно                    | Пољопривреда, лов и шумарство | Рибарство                            | Вађење руде и камена | Прерађивачка индустрија       |
| ------ | ------------------------- | ----------------------------- | ------------------------------------ | -------------------- | ----------------------------- |
| Мушки  | 231                       | 163                           | 0                                    | 0                    | 5                             |
| Женски | 121                       | 98                            | 0                                    | 0                    | 6                             |
| УКУПНО | 352                       | 261                           | 0                                    | 0                    | 11                            |
| Пол    | Производња и снабдевање   | Грађевинарство                | Трговина                             | Хотели и ресторани   | Саобраћај, складиштење и везе |
| Мушки  | 0                         | 19                            | 7                                    | 2                    | 10                            |
| Женски | 0                         | 0                             | 7                                    | 0                    | 1                             |
| УКУПНО | 0                         | 19                            | 14                                   | 2                    | 11                            |
| Пол    | Финансијско посредовање   | Некретнине                    | Државна управа и одбрана             | Образовање           | Здравствени и социјални рад   |
| Мушки  | 0                         | 3                             | 12                                   | 3                    | 1                             |
| Женски | 0                         | 0                             | 2                                    | 4                    | 3                             |
| УКУПНО | 0                         | 3                             | 14                                   | 7                    | 4                             |
| Пол    | Остале услужне активности | Приватна домаћинства          | Екстериторијалне организације и тела | Непознато            | Непознато                     |
| Мушки  | 4                         | 0                             | 0                                    | 2                    | 2                             |
| Женски | 0                         | 0                             | 0                                    | 0                    | 0                             |
| УКУПНО | 4                         | 0                             | 0                                    | 2                    | 2                             |